# Port Sudan
Port Sudan er en by i det østlige Sudan, med et indbyggertal (pr. 2007) på cirka 489.000. Byen ligger ved landets kyst til det Røde Hav, og er Sudans vigtigste havneby.
19°37′N 37°13′Ø / 19.617°N 37.217°Ø
- Wikimedia Commons har flere filer relateret til Port Sudan